# 楚灭英、六之战
楚灭英、六之战發生於前646年（周襄王六年、鲁僖公十四年、楚成王二十六年），楚国军队攻灭英国（今安徽省金寨县东南）、六国（今安徽省六安市东北）两国的作战。
英、六两国是夏朝封建于地区的小诸侯国。楚成王在灭黄国之后，向东方的江淮地区拓展势力。楚成王二十六年，楚军一举攻灭英、六两国。《春秋》经传记载，前622年（周襄王三十年、鲁文公五年、楚穆王四年）楚国灭六国、蓼国两国。